# Phil Silvers

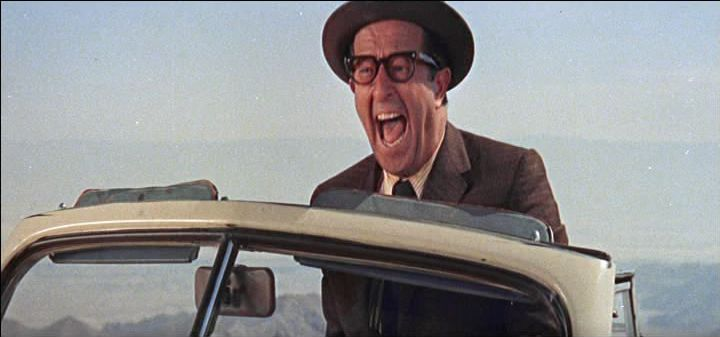
Phil Silvers i trailern till En ding, ding, ding, ding värld (1963).

Phil Silvers, ursprungligen Philip Silver, född 11 maj 1911 i Brooklyn i New York, död 1 november 1985 i Century City, Los Angeles, Kalifornien, var en amerikansk skådespelare och komiker.
Silvers framträdde som sångare i varietéer redan från 13 års ålder och filmdebuterade 1941 i Om tycke uppstår. Bäst ihågkommen är han som Sergeant Bilko i TV-serien The Phil Silvers Show (1955-1958), för vilken han belönades med en Emmyutmärkelse.

## Filmografi i urval
- 1941 – Om tycke uppstår
- 1942 – You're in the Army Now
- 1942 – Vackra Sally
- 1944 – Omslagsflickan
- 1945 – Aladdins Äventyr
- 1950 – Upp med ridån
- 1955-1958 – The Phil Silvers Show (TV-serie)
- 1963 – En ding, ding, ding, ding värld
- 1966 – En kul grej hände på väg till Forum
- 1967 – Guide för gifta män
- 1978 – Snacka om deckare, alltså!